# JR貨物UM27A形コンテナ
UM27A形コンテナ（UM27Aがたコンテナ）は、日本貨物鉄道（JR貨物）輸送用として籍を編入している40 ft・床面積が27 m3仕様の、普通品輸送向け鉄道私有コンテナ（無蓋コンテナ）である。
形式の数字部位 「 27 」は、無蓋コンテナの床面積を元に決定される。このコンテナの床面積となる27㎥の算出は、厳密には端数四捨五入計算の為に、内容積26.5 - 27.4㎥の間に属するコンテナが対象となる。
また形式末尾のアルファベット一桁部位 「 A 」は、コンテナの使用用途（主たる目的）が 「 普通品（いわゆる、非危険品の輸送）」を表す記号として、付与されている。

## 特記事項

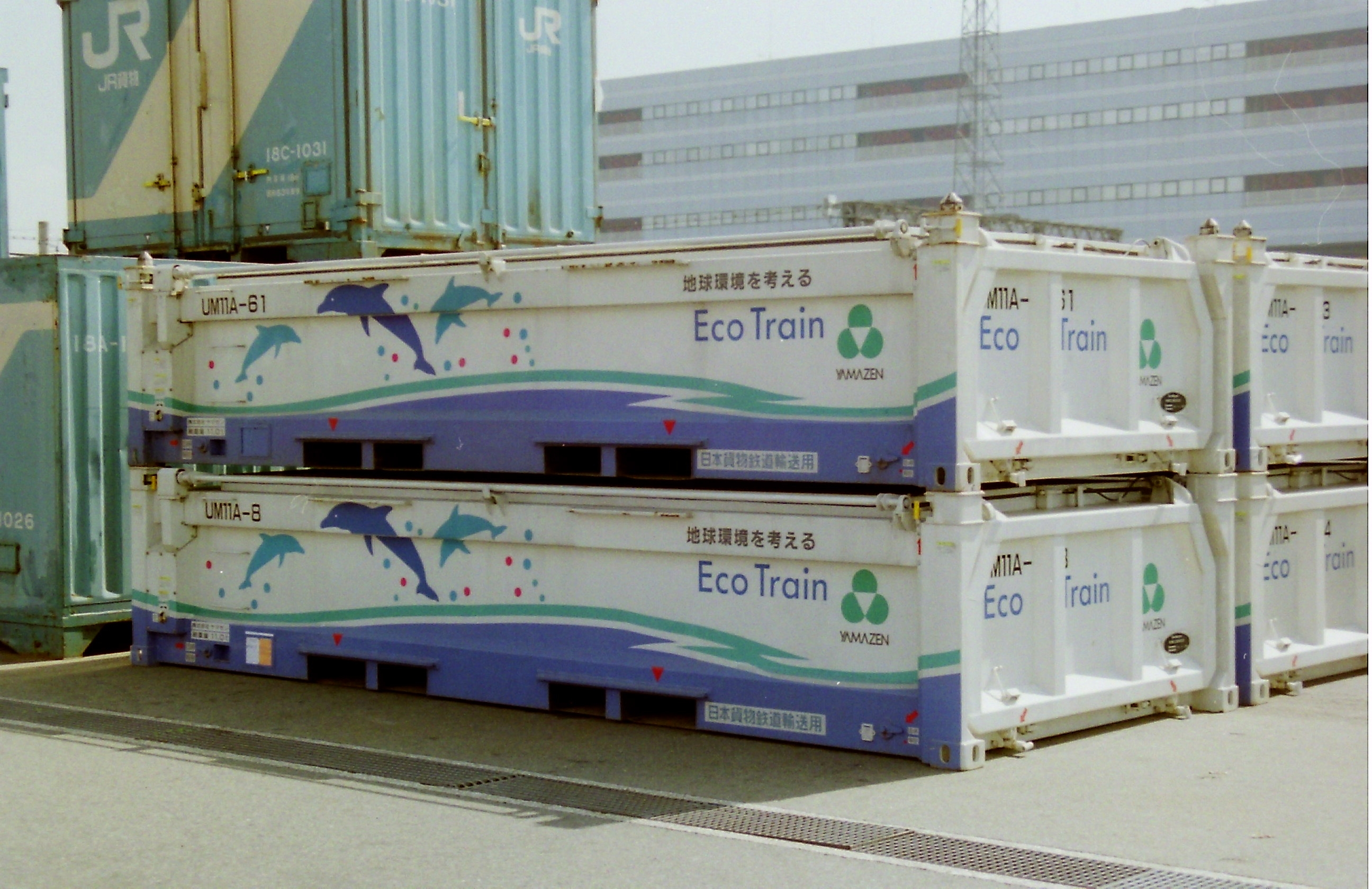
焼却灰輸送用、ダンプ式無蓋コンテナを二段積みにして、左端のコンテナと同等の高さに収めた事例。(東京(タ)にて、1997年10月撮影)

- 無蓋コンテナの形式によっては、汎用コンテナと同等の高さがあったり、逆に1／8サイズの板型の様に8段（12ftの場合）又は、1／4サイズの薄型の様に4段（20ftの場合）に積み上げてやっとドライコンテナと同等の高さに達するなど、他形式ではタンクコンテナ以外では見られない様な、見た目が多種多彩に入り乱れているのも無蓋コンテナ形式の特徴となっている。

さらに大きな特徴として、個々の構造にもよるが例えば段積み可能構造のコンテナで、輸送後に空コンとなった無蓋コンテナを2 - 4段に積み上げて一個の箱型コンテナ状に仕立てて、回送する方法も近年は盛んに利用されている。これは、通常は私有コンテナとしての空コン回送料金には、ある程度の割引料金が適用されるものの、例えば四個の無蓋コンテナを別々に回送すると四倍の料金が必要となる。これに対して、元々段積みできる構造の場合では四段に積み上げて一個分だけのコンテナとしての回送料金となる。
- 日本の鉄道輸送では、旧・国鉄時代に国際コンテナ航路の開設数年後となる、1969年11月よりコキ1000での40フィート形の海上コンテナ輸送が本格的に開始された。開始後は順調に輸送数を伸ばすものの、社会情勢やトラック輸送の発展により年々激減してついに十数年足らずで一旦、輸送が完全に途切れて40フィート輸送対応貨車もなくなってしまった。

その後、新会社となるJR貨物に以降後に20 ～ 45フィートサイズの海上コンテナ輸送が再開された。しかし、これらの海上コンテナは、20フィート形の一部（タンク・ホッパ）でJR貨物認定の専用形式を取得したものの、40 ～ 45フィート形に関しては、従来通りのコンテナ個々に登録された国際仕様の管理番号を輸送の都度、『使い捨てのJR貨物臨時形式』として輸送していた。そんな中で、国際輸送はできないがJR貨物輸送用専用形式が付与された本形式は、1970年10月より私有コンテナ制度が始まって以来初めてとなる、40フィート形コンテナの私有コンテナ UM27A形 として、2015年に登場した。

## 概要

### 48000番台
48001（1個）
水島臨海通運が所有し、JFEスチールが使用している。2015年度に、試作品として一個のみの登録で初登場した。 (総重量24t／自重5.9t)
※ 荷役はトップリフターが原則だが、発送元の水島臨海鉄道倉敷貨物ターミナル駅にはトップリフターが未配備のために、特例として倉敷貨物ターミナル駅のみ大型フォークリフトの使用が認められ、コンテナのフォークポケット周りにもその旨が表記されている。
海上コンテナの無蓋コンテナをベースとした試作品のために、片側の妻面底部には40ft級シャーシーに積載した時に必須となる、牽引トラクターとの連結部分の盛り上がりを収納する為の、鉄の塊で出来た畳状の「グースネックトンネル」がある。このホールの存在を明確にする為に、ホール妻面側には 【 前 】 および、反対側妻面側には 【 後 】 の表記がそれぞれある。
両側面に描かれているイルカのデザイン上に、コンテナ中央部二箇所のフォーク挿しマークの赤色 ▼ 印が被っている。

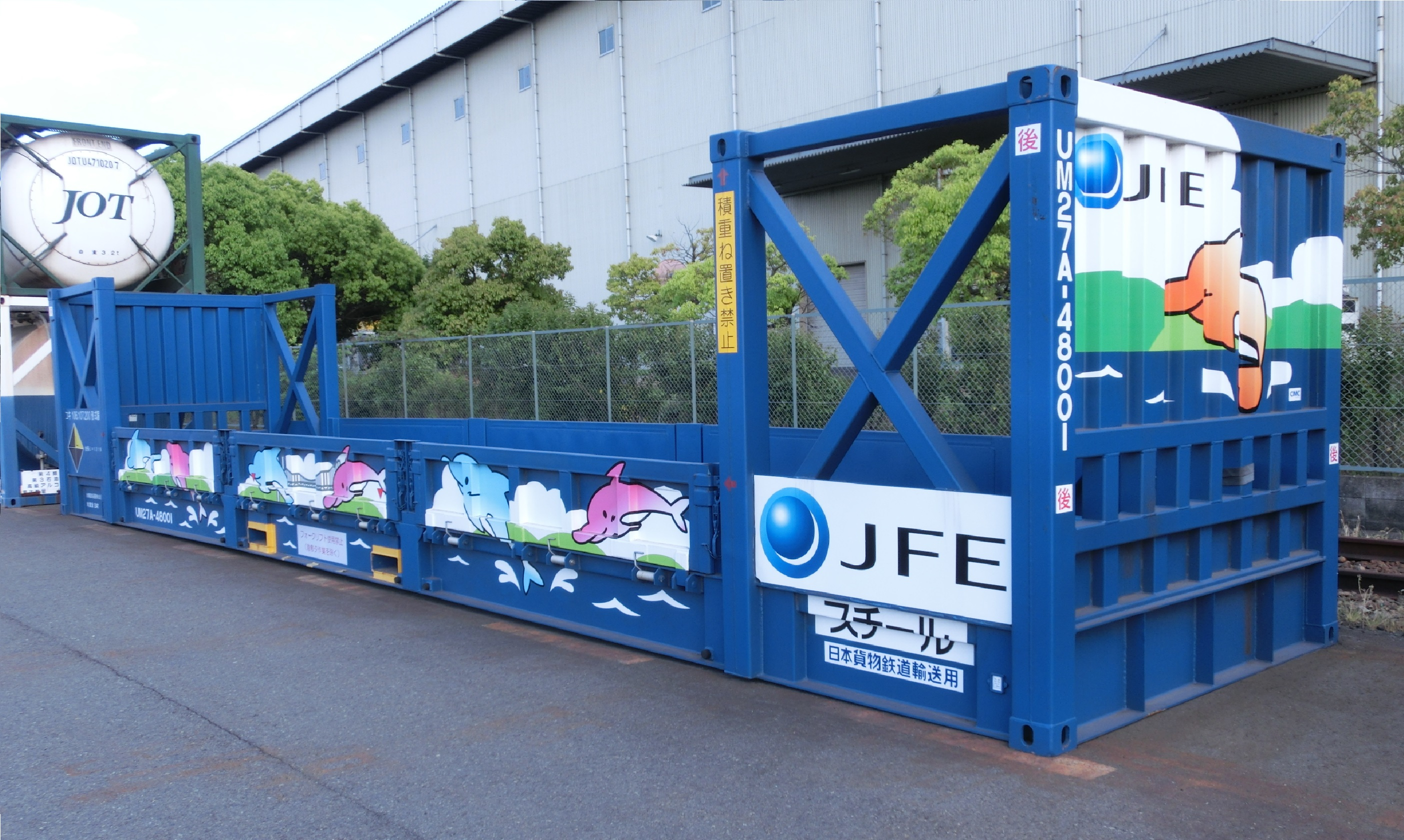
UM27A-48001 海上コンテナ同様に 【 後 】 には、「グースネックトンネル」がない。
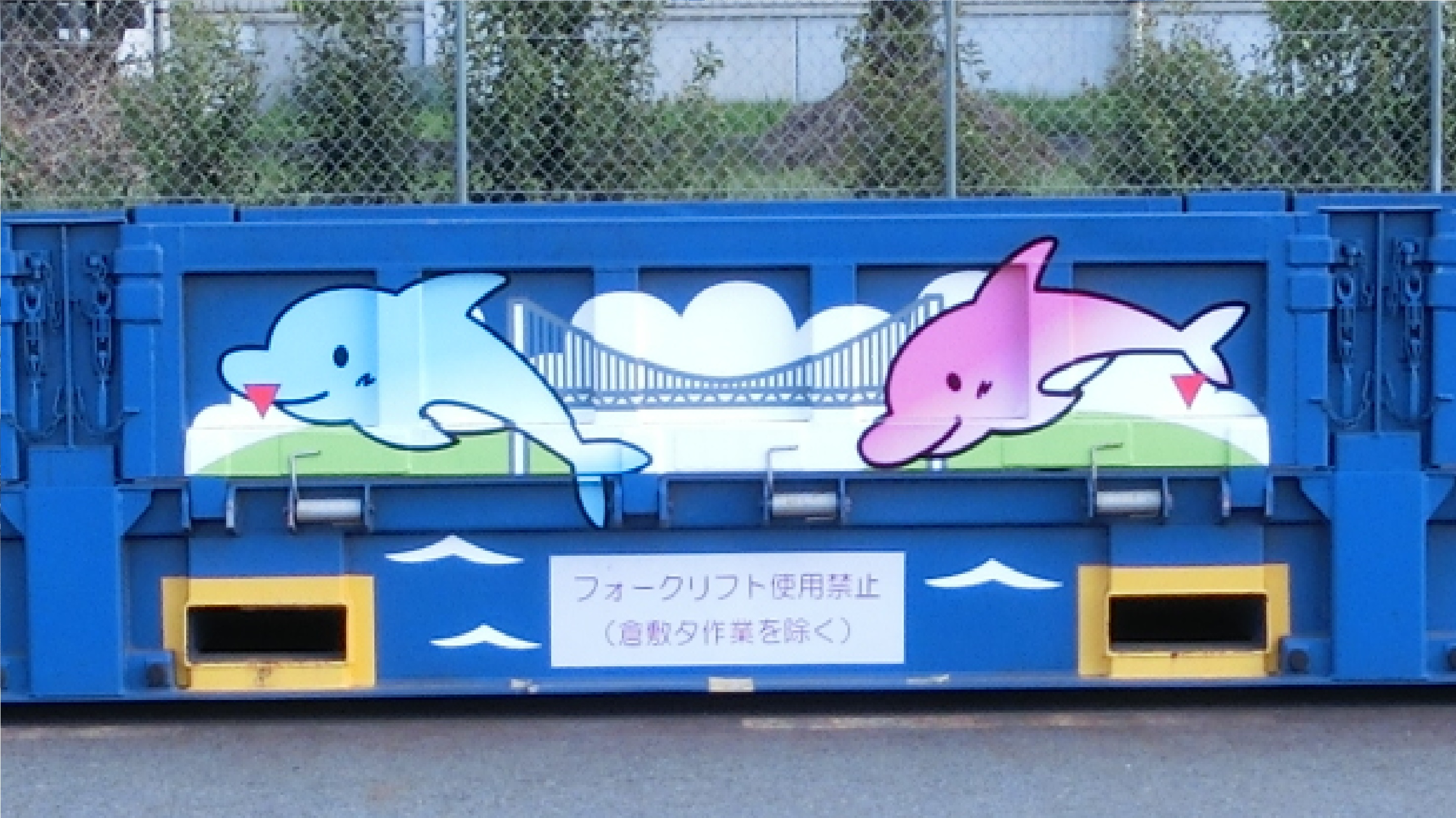
UM27A-48001 イルカのデザイン上に二箇所のフォーク挿しマークの赤色 ▼ 印が被っている。

48002 - 48009（8個）
水島臨海通運が所有し、JFEスチールが使用している。 (総重量24t／自重6.1t)
※ 荷役はトップリフターが原則だが、発送元の水島臨海鉄道倉敷貨物ターミナル駅にはトップリフターが未配備のために、特例として倉敷貨物ターミナル駅のみ大型フォークリフトの使用が認められ、コンテナのフォークポケット周りにもその旨が表記されている。
試作品の48001番では片側の妻面底部のみの設置であった 「グースネックトンネル」を両妻側に設置し、シャーシーへの積載時に前後の方向指定を解消した。この影響で鉄の塊で出来た畳状の「グースネックトンネル」が倍増したために、自重も多少増えた。
また両側面イルカのデザイン上に被っていたフォーク挿しマークの赤色 ▼ 印が、デザイン以外の部位へ変更されている。

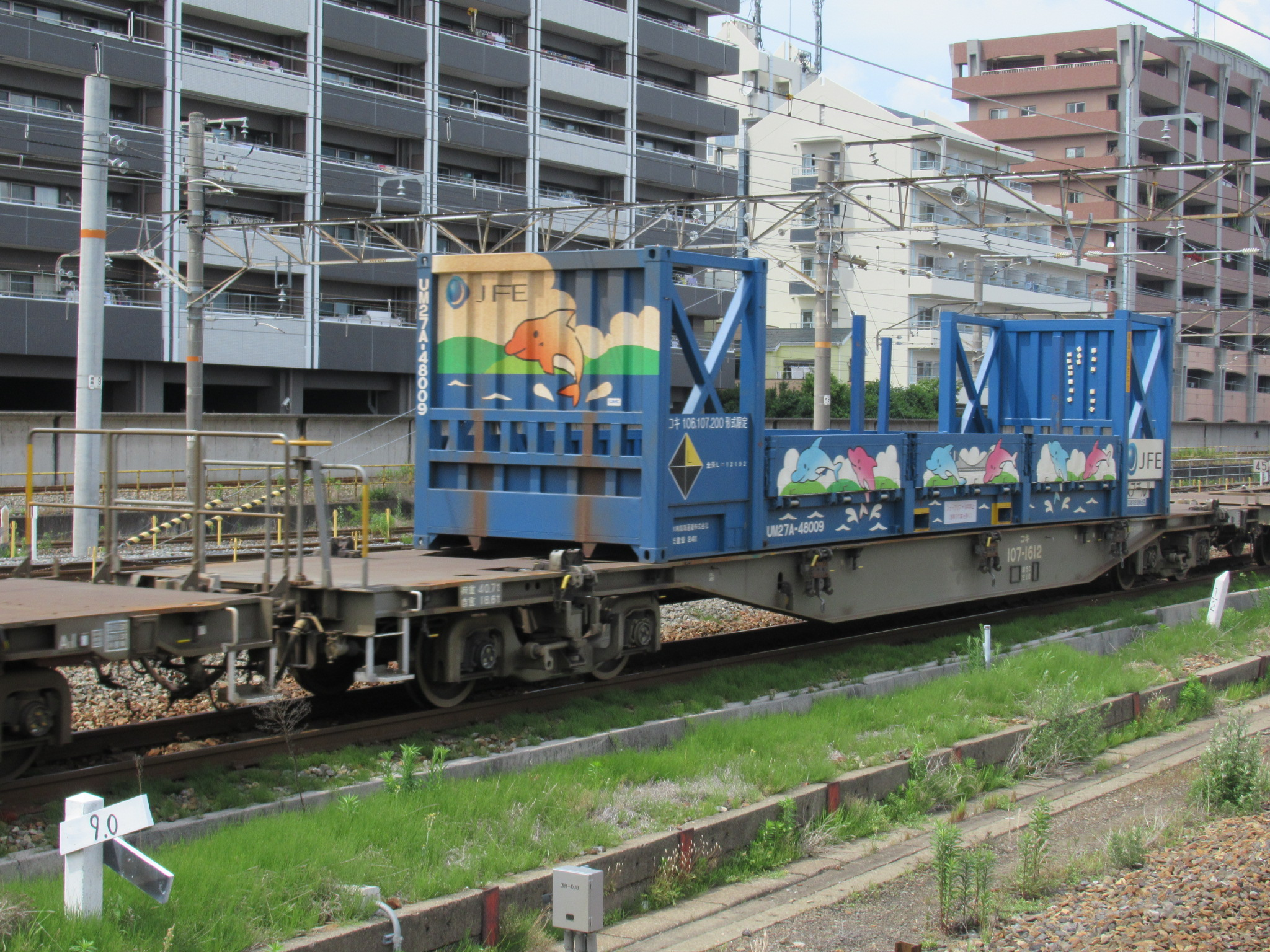
UM27A-48009を搭載した、コキ107-1612。
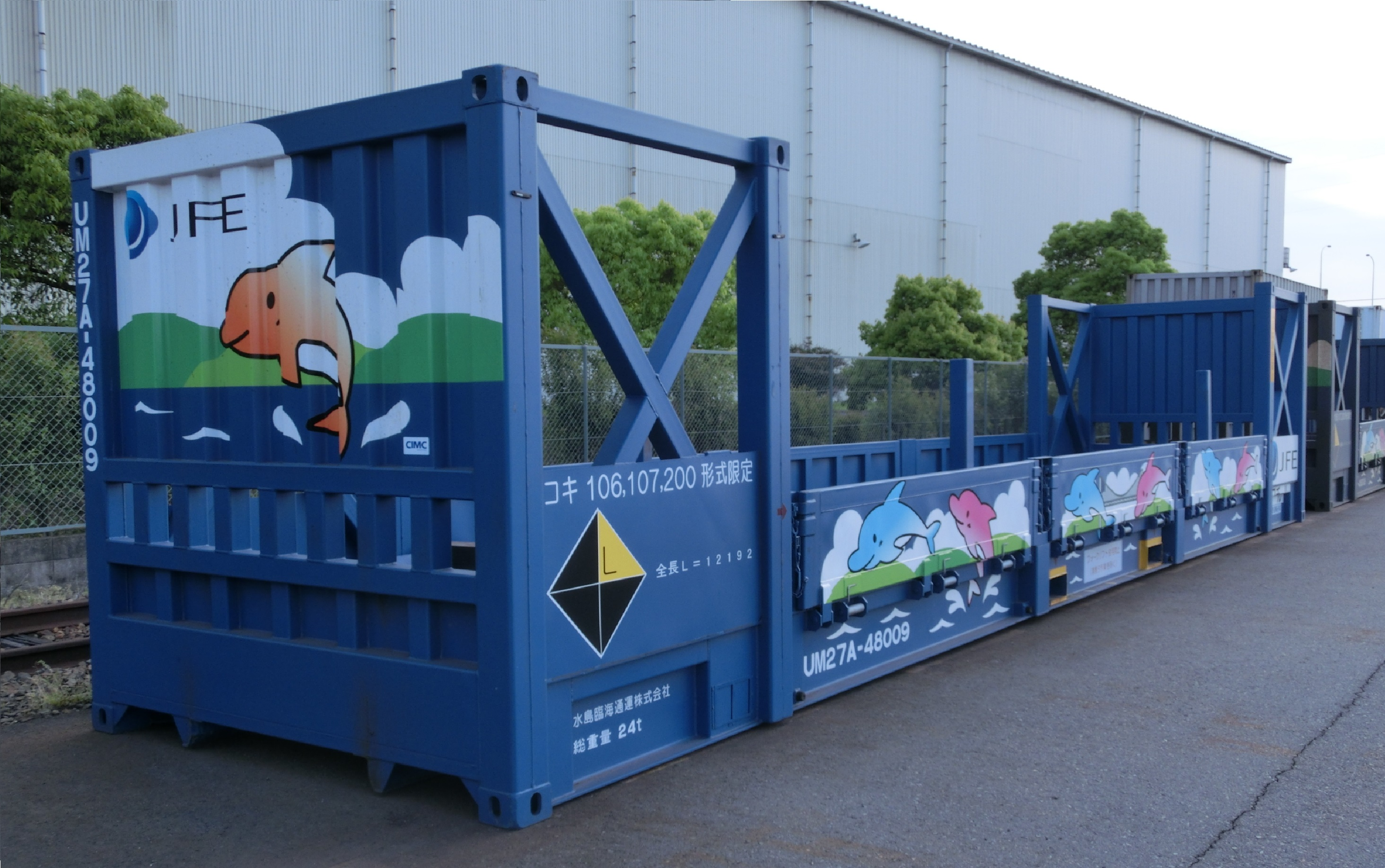
UM27A-48009 元 【 後 】 側。前後の区別無くシャーシーへ積載できる。
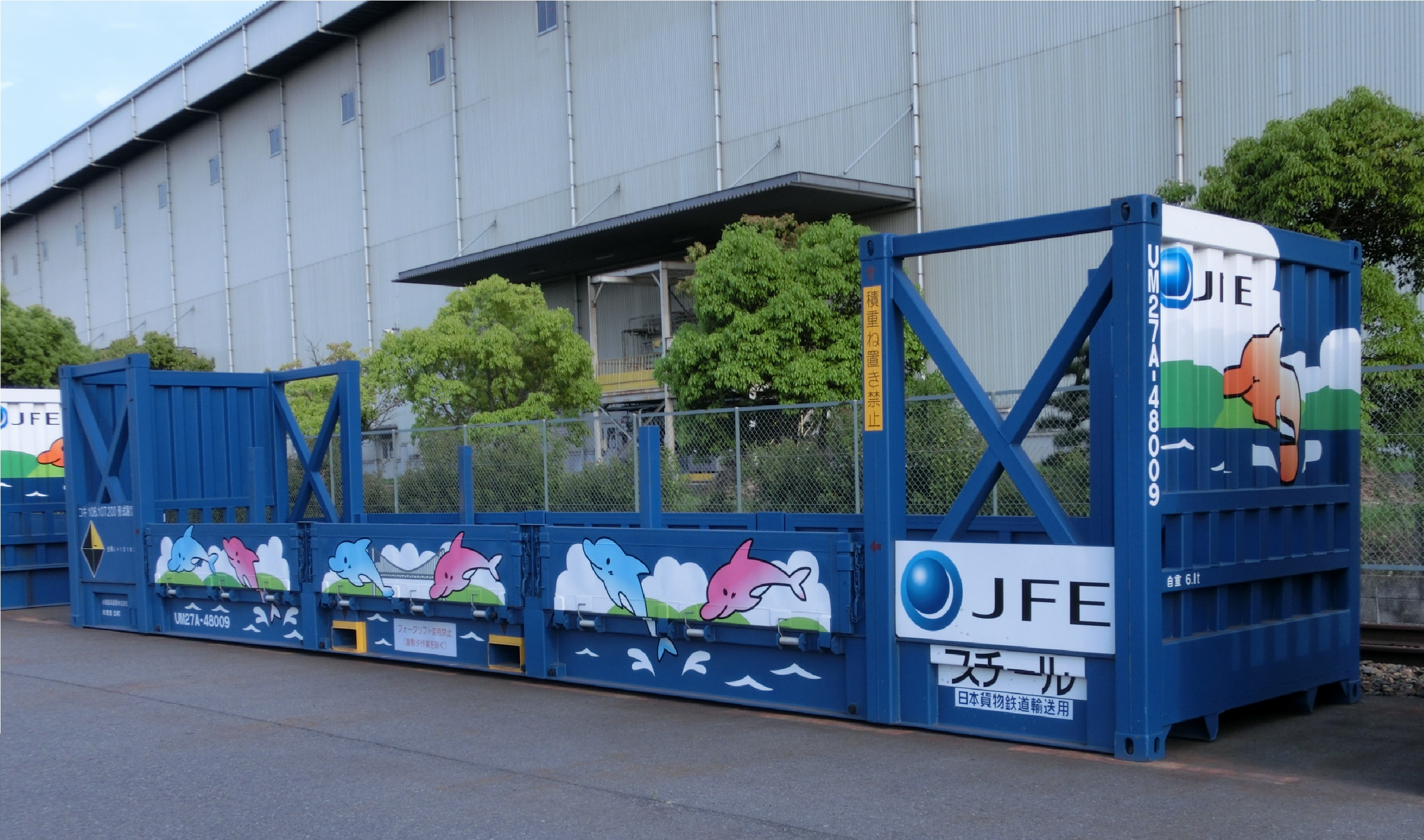
UM27A-48009 元 【 前 】 側。前後の区別無くシャーシーへ積載できる。
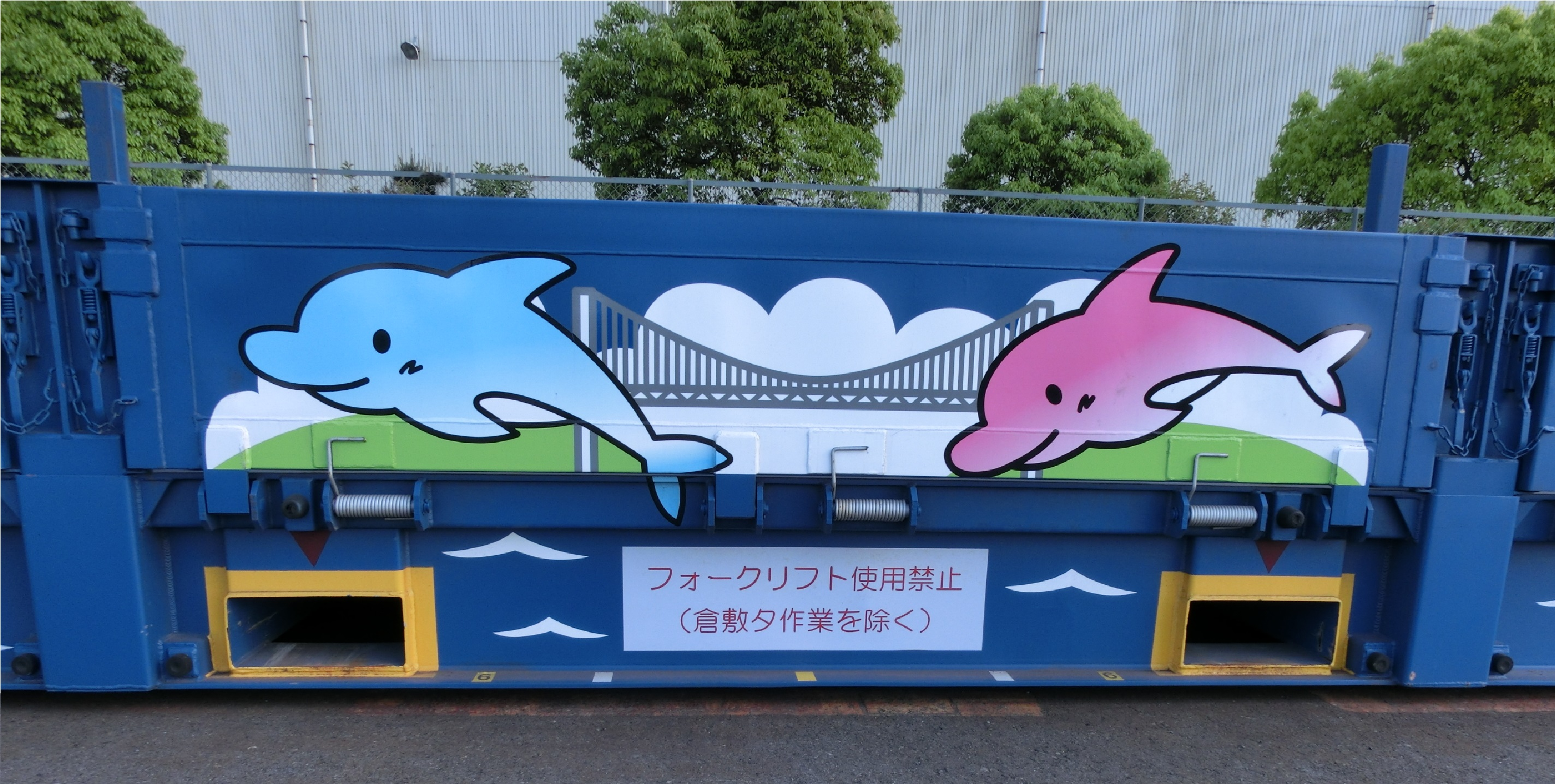
UM27A-48009 赤色 ▼ 印の被りは解消されたが、逆にマークが見えづらくなった。
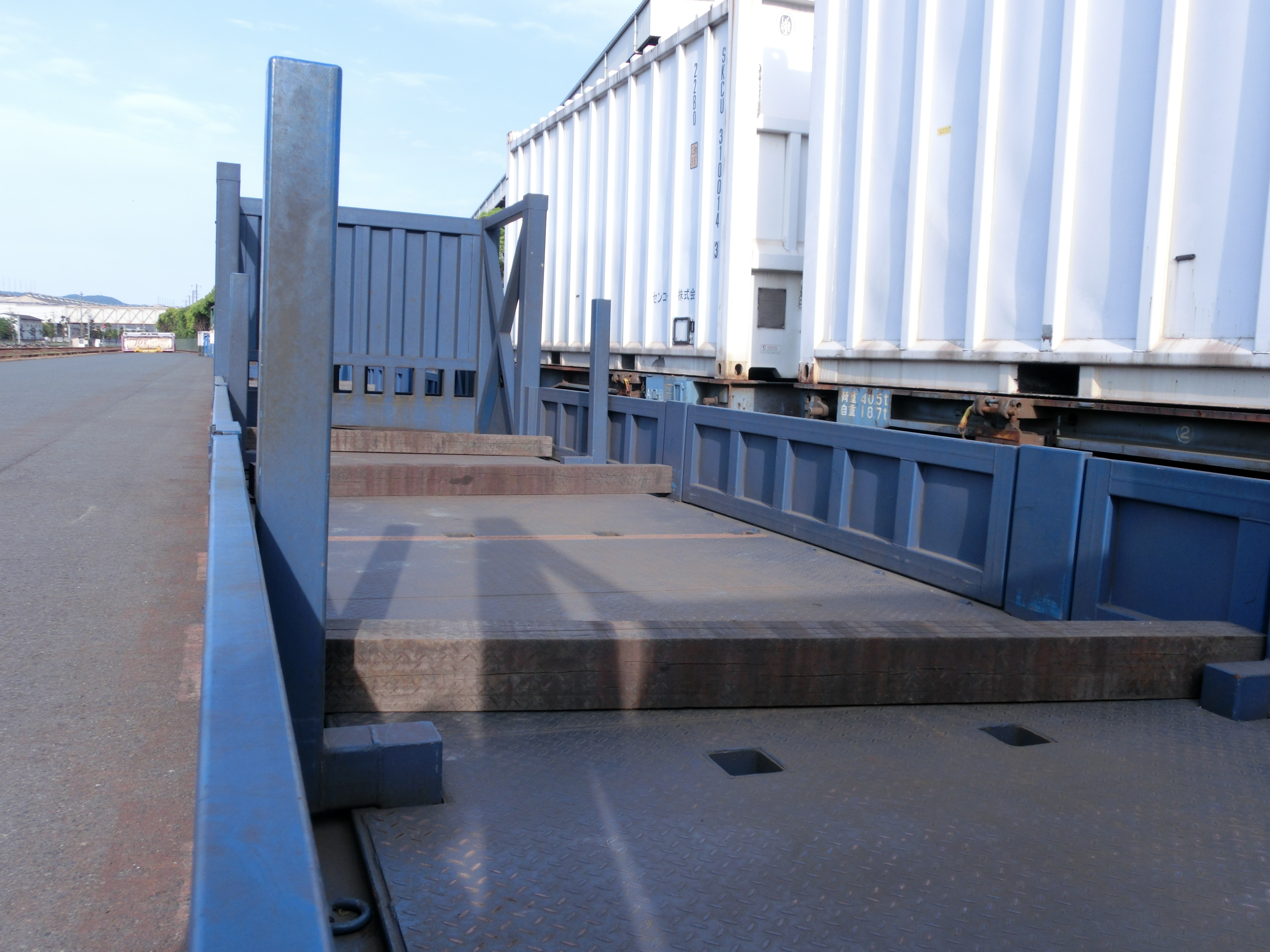
UM27A-48004 床面には荷崩れ止め柱の穴が多数あいている。